# Diecéze Altava
Diecéze Altava je titulární diecéze římskokatolické církve.

## Historie
Altava, identifikovatelná s Ouled Mimoun v dnešním Alžírsku, je starobylé biskupské sídlo nacházející se v římské provincii Mauretania Caesariensis.
Jediným známým biskupem této diecéze je Avo, který byl mezi biskupy, které roku 484 pozval vandalský král Hunerich.
Existuje mnoho epitafů z tohoto města které např. zmiňují jména církevních představitelů jako např. kněz Iulius Capsarius, jáhen Ecxuperantius Urbanus nebo také zasvěcená panna Flavia Saturina. Poté jsou známy další tři jména které jsou možnými biskupy tohoto města: Santus, Lucius Honoratus a Tannonius Rufinianus.
Dnes je diecéze využívána jako titulární biskupské sídlo; současným titulárním biskupem je José Albuquerque de Araújo, pomocný biskup arcidiecéze Manaus.

## Seznam biskupů
- Santus ? (zmíněn roku 309/338)
- Lucius Honoratus ? (zmíněn roku 309/338)
- Tannonius Rufinianus ? (zmíněn roku 309/338)
- Avo (zmíněn roku 484)

## Seznam titulárních biskupů
- Ambrose Kelly, C.S.Sp. (1937–1950)
- José Varani (1950–1961)
- Albert-Georges-Yves Malbois (1961–1966)
- Alfred Bertram Leverman (1968–1972)
- Pedro Casaldáliga Plá, C.M.F. (1971–1978)
- Adam Dyczkowski (1978–1993)
- Reinaldo Del Prette Lissot (1993–1997)
- Emile Destombes, M.E.P. (1997–2016)
- José Albuquerque de Araújo (2016–2022)
- Paolo Andreolli, S.X. (od 2023)